# Æren tabt alt tabt
Æren tabt alt tabt er en dansk stum dramafilm fra 1907 produceret af Nordisk Films Kompagni og instrueret af Viggo Larsen.

## Medvirkende
- Clara Nebelong
- Thora Nathansen
- Robert Storm Petersen
- Viggo Larsen
- Gustav Lund
- Oda Alstrup